# Sestry augustiniánky od Nejsvětějšího Zvěstování
Sestry augustiniánky od Nejsvětějšího Zvěstování  je ženská řeholní kongregace.

## Historie
Počátky kongregace sahají k 28. ledna 1528 kdy vdova Maria di Jacopo Fantozzi založila v San Giovanni Valdarno azyl pro chudé. Po nezvládnutí finanční situace azylu založila la Fantozzi řeholní společenství řídící se Řeholí sv. Augustina.
Roku 1785 otevřely dívčí školu a začaly se věnovat výuce.
Roku 1925 se ke kongregaci připojily augustiniánky z Castiglion Fiorentino a Arezza.
Roku 1954 získalo toto společenství schválení od Svatého stolce a stalo se součástí Řádu sv. Augustina.

## Aktivita a šíření
Kongregace se věnuje výchově mládeže a charitativním dílům.
Jsou přítomni v Itálii, Indii a v Mosambiku; generální kurie se nachází v San Giovanni Valdarno.
Na konci roku 2008 měla kongregace 103 sester v 15 domech.